# Olympische Sommerspiele 2008/Teilnehmer (Gabun)
| Gelbes Symbol für Goldmedaillen mit stilisierten Olympischen Ringen | Graues Symbol für Silbermedaillen mit stilisierten Olympischen Ringen | Braundes Symbol für Bronzemedaillen mit stilisierten Olympischen Ringen |
| ------------------------------------------------------------------- | --------------------------------------------------------------------- | ----------------------------------------------------------------------- |
| —                                                                   | —                                                                     | —                                                                       |

Gabun war mit der Teilnahme an den Olympischen Sommerspielen 2008 in Peking insgesamt zum 8. Mal bei Olympischen Spielen vertreten. Die erste Teilnahme war 1972.

## Teilnehmer nach Sportarten

### Judo
- Sandrine Ilendou
Frauen, Klasse bis 48 kg: in der ersten Runde ausgeschieden

### Leichtathletik
- Wilfried Bingangoye
Männer, 100-Meter-Lauf: in der ersten Runde ausgeschieden
- Ruddy Zang Milama
Frauen, 100-Meter-Lauf: im Viertelfinale ausgeschieden

### Taekwondo
- Lionel Baguissi
Männer, Klasse bis 80 kg: in der ersten Runde ausgeschieden